# Acta Physica Slovaca
Acta Physica Slovaca is een Slowaaks wetenschappelijk tijdschrift op het gebied van de natuurkunde.
De naam wordt in literatuurverwijzingen meestal afgekort tot Acta Phys. Slovaca.